# Општина Велики Жам (Тимиш)
Велики Жам (рум. Jamu Mare — Жаму Маре) општина је у Румунији у округу Тимиш.
Oпштина се налази на надморској висини од 129 m.